# Lebohang Mokoena
Lebohang Mokoena, né le 29 septembre 1986 à Soweto, est un footballeur international sud-africain qui évolue au poste d'attaquant.

## Palmarès
- Championnat d'Afrique du Sud : 2014